# Xavier Sadourny
Pour les articles homonymes, voir Sadourny.

a Compétitions nationales et continentales officielles uniquement.

Dernière mise à jour le 13 février 2025.
Xavier Sadourny, né le 9 avril 1977 à Clermont-Ferrand, est un joueur de rugby à XV français désormais entraîneur. Il évoluait au poste de demi d'ouverture.
Après un passage en tant qu'entraîneur au Lyon olympique universitaire rugby jusqu'à la fin de la saison 2012-2013, il est entraîneur au sein de l'ASM Clermont Auvergne jusqu'à janvier 2023.
Depuis janvier 2025, il est entraîneur en chef du Castres olympique.

## Biographie

### Carrière de joueur
D'origine auvergnate, Xavier Sadourny commence la pratique du rugby vers l'âge de 7 ans à l'AS Montferrand où il effectue toutes ses classes évoluant  du poste de talonneur à celui de demi d'ouverture. Le choix de ce club lui est naturel étant donné que son père et son frère ont également évolué au sein de ce club. Pour parfaire son éducation rugbystique, il passe 3 années au sport-études d'Ussel en Corrèze, l'ASM ne disposant alors pas d'un centre de formation. De retour sur Clermont-Ferrand, il devient champion de France scolaires avec l’équipe du lycée Ambroise Brugière en 1996. À terme, il intègre les rangs de l'équipe première des "Jaunards" en 1997.
Il joue jusqu'à ses 26 ans pour Montferrand. Barré par la concurrence de joueurs tels que l'international français Gérald Merceron et cantonné à un rôle de remplaçant alors qu'il joue pourtant pour l'équipe de France A et qu'il réalise de grandes prestations en HCup (Northampton, Harlequins) ou en championnat, il part en 2003 pour le Castres olympique où il sera très apprécié par le club. Il y reste 2 saisons puis change à nouveau de club remplacé à Castres par Yann Delaigue. Il signe en 2005 pour une saison au CA Brive.
Transféré au Lyon OU en 2006, Xavier Sadourny commence une seconde carrière au deuxième échelon national et s'impose comme le maître à jouer de son équipe. Bien que ne butant pas, sa vision du jeu et son talent lui valent d'être élu meilleur joueur de Pro D2 par ses pairs lors de la Nuit du rugby 2009. En tant que capitaine, il est aussi clef pour faire remonter le LOU en Top 14.

### Reconversion en tant qu'entraîneur
Le 7 février 2012, le club du Lyon OU annonce que Xavier Sadourny prend la place de Mathieu Lazerges en tant qu'entraîneur. Cette annonce met fin à la carrière de joueur de Xavier Sadourny. Le dernier match qu'il a joué a opposé le Lyon OU au SU Agen dans l'enceinte du Matmut Stadium le 28 janvier 2012.
Il devient, à partir de la saison 2013-2014, entraîneur au sein du centre de formation de l'ASM Clermont Auvergne. Il est également chargé de l'entraînement individuel des joueurs de l'équipe première de l'ASM Clermont. À partir de 2020, il devient entraîneur adjoint, responsable de l'animation offensive et du jeu au pied. Le 3 janvier 2023, il annonce quitter le staff de l'ASM Clermont avec effet immédiat.
Au début de la saison 2024-2025, il rejoint le Castres olympique en tant qu'entraîneur des arrières, en remplacement de David Darricarrère. En janvier 2025, il succède à Jeremy Davidson, récemment écarté, au poste d'entraîneur en chef du club castrais,. 

## Bilan en tant qu'entraîneur
| Saison                | Club              | Division | Poste      | Classement          | Coupe d'Europe                  | Challenge européen |
| --------------------- | ----------------- | -------- | ---------- | ------------------- | ------------------------------- | ------------------ |
| 2011 - 2012           | Lyon OU           | Top 14   | Arrières   | 14e                 | -                               | Éliminé en poule   |
| 2012 - 2013           | Lyon OU           | Pro D2   | Arrières   | 8e                  | -                               | -                  |
| 2020 - 2021           | ASM Clermont      | Top 14   | Attaque    | Éliminé en barrages | Éliminé en quart-de-finale      | -                  |
| 2021 - 2022           | ASM Clermont      | Top 14   | Attaque    | 7e                  | Éliminé en huitième de finale   | -                  |
| 2022 - 3 janvier 2023 | ASM Clermont      | Top 14   | Attaque    | 11e (à son départ)  | 8e de la poule B (à son départ) | -                  |
| 2024 - 2025           | Castres olympique | Top 14   | Entraîneur | Éliminé en barrages | Éliminé en quart-de-finale      |                    |

## Palmarès

### En club
- Finaliste du Championnat de France en 2001 avec l'AS Montferrand.
- Vainqueur du Championnat de France de 2e division en 2011 avec le Lyon OU.

### Distinctions personnelles
- 2009 : Élu meilleur joueur de Pro D2